# ياسمين أنغولي
ياسمين أنغولي (الاسم العلمي:Jasminum angolense) هو نوع من النباتات يتبع جنس الياسمين من الفصيلة الزيتونية.